# Думбравица (Сучава)
Думбравица (рум. Dumbrăvița) насеље је у Румунији у округу Сучава у општини Ваду Молдовеј. Oпштина се налази на надморској висини од 366 m.

## Становништво
Према подацима из 2002. године у насељу је живело 1049 становника, од којих су сви румунске националности.